# 損害
損害指的是会使事业、利益、健康、名誉等损失的行为。:1255.当損害由外界原因（包括武力、誹謗等）强加时，则可以构成道德及法律概念。
伯納德·格特定義損害包括：
- 痛苦
- 死亡
- 殘障
- 行為能力及自由損失
- 愉悅損失

## 伤害

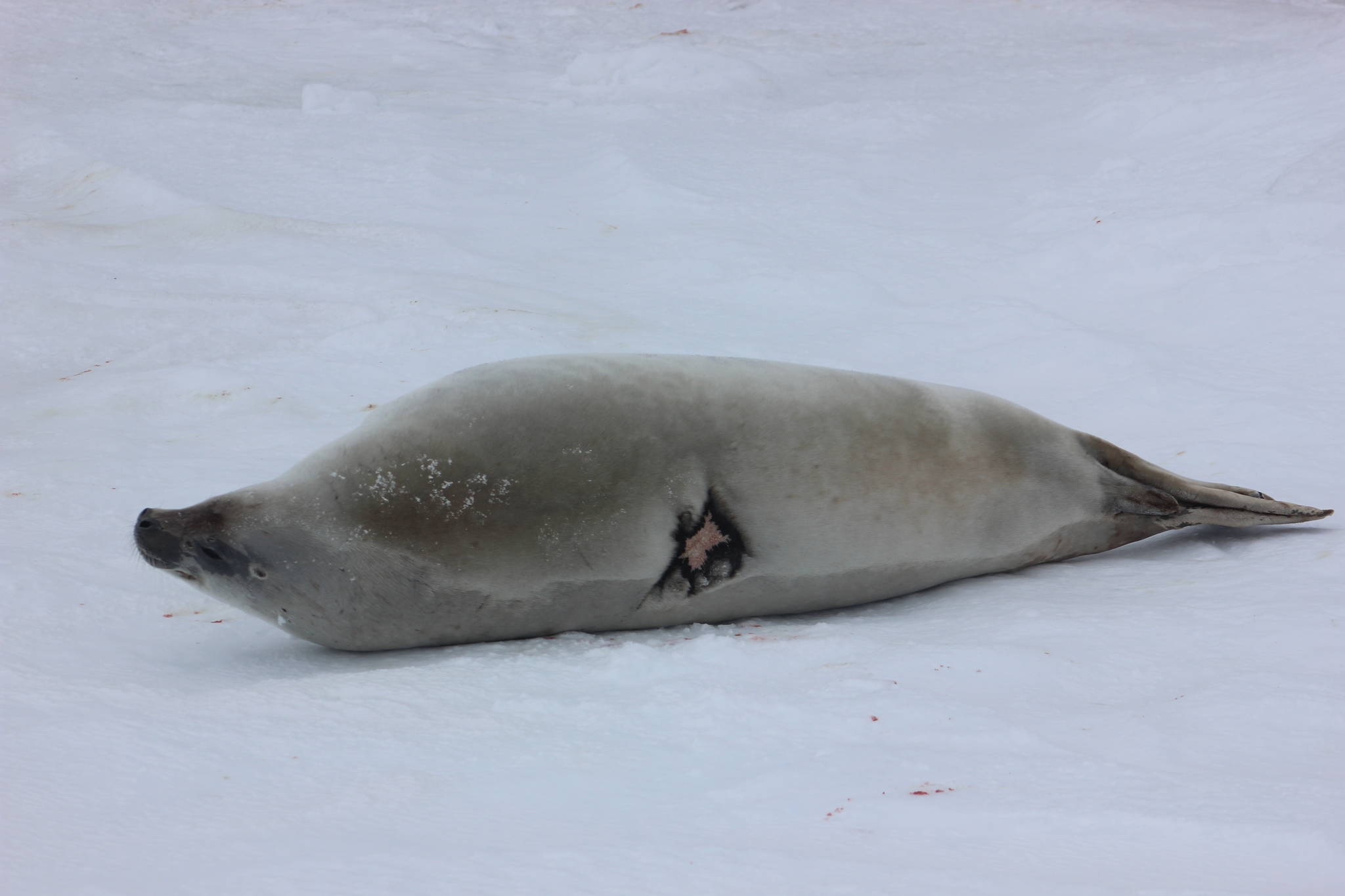
被捕食者伤害的食蟹海豹

身体组织受到的损害统称为伤害:1141.。医学上更常用“损伤”一词，例如脑损伤、神经损伤和关节软骨损伤。若是伤害范围小于身体组织，属于微观层次，也用损伤表示，例如DNA损伤和细胞损伤。当损伤由外力造成时，又称创伤:1344.。随着身体的老化，生物体从各种生物损伤中快速恢复的能力会逐渐减弱。损伤是影响生物衰老的两个因素之一，与遵循生物时间表的程序性因素相并列。与损伤相关的因素包括对生物体的内部和环境攻击，这些攻击会在不同层面上引发累积性损伤。